# NGC 269
NGC 269 è un ammasso aperto situato nella costellazione del Tucano.

## Descrizione
NGC 269 è situato all'incirca alla stessa distanza dalla Terra della Piccola Nube di Magellano, vale a dire 199.000 anni luce.

## Scoperta
L'ammasso NGC 269 è stato scoperto il 5 novembre 1836 dall'astronomo britannico John Herschel.